# 莱格万
莱格万（法語：Léguevin，法語發音：[leɡvɛ̃]）是法国上加龙省的一个市镇，位于该省中部偏西，属于图卢兹区。

## 地理
莱格万（43°35'56"N, 1°13'59"E）面积24.45 平方千米，位于法国奧克西塔尼大區上加龙省，该省份为法国西南部内陆省份，西南端与西班牙接壤，自此顺时针与上比利牛斯省、热尔省、塔恩-加龙省、塔恩省、奥德省和阿列日省接壤。
与莱格万接壤的市镇（或旧市镇、城区）包括：布拉克斯、丰特尼耶、拉塞尔-普拉代尔、梅朗维耶尔、皮布拉克、图什河畔普莱桑斯、拉萨尔沃塔圣吉勒、皮若德朗。

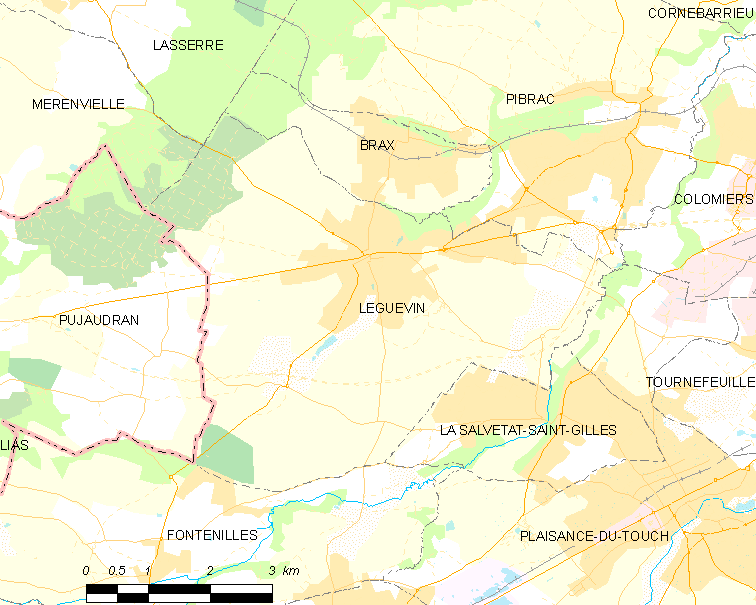
莱格万的OSM定位图

莱格万的时区为UTC+01:00、UTC+02:00（夏令时）。

## 行政
莱格万的邮政编码为31490，INSEE市镇编码为31291。

## 政治
莱格万所属的省级选区为莱格万县。

## 人口

1962-2008年间莱格万人口变化图示

莱格万于2022年1月1日时的人口数量为9710人。

## 图集

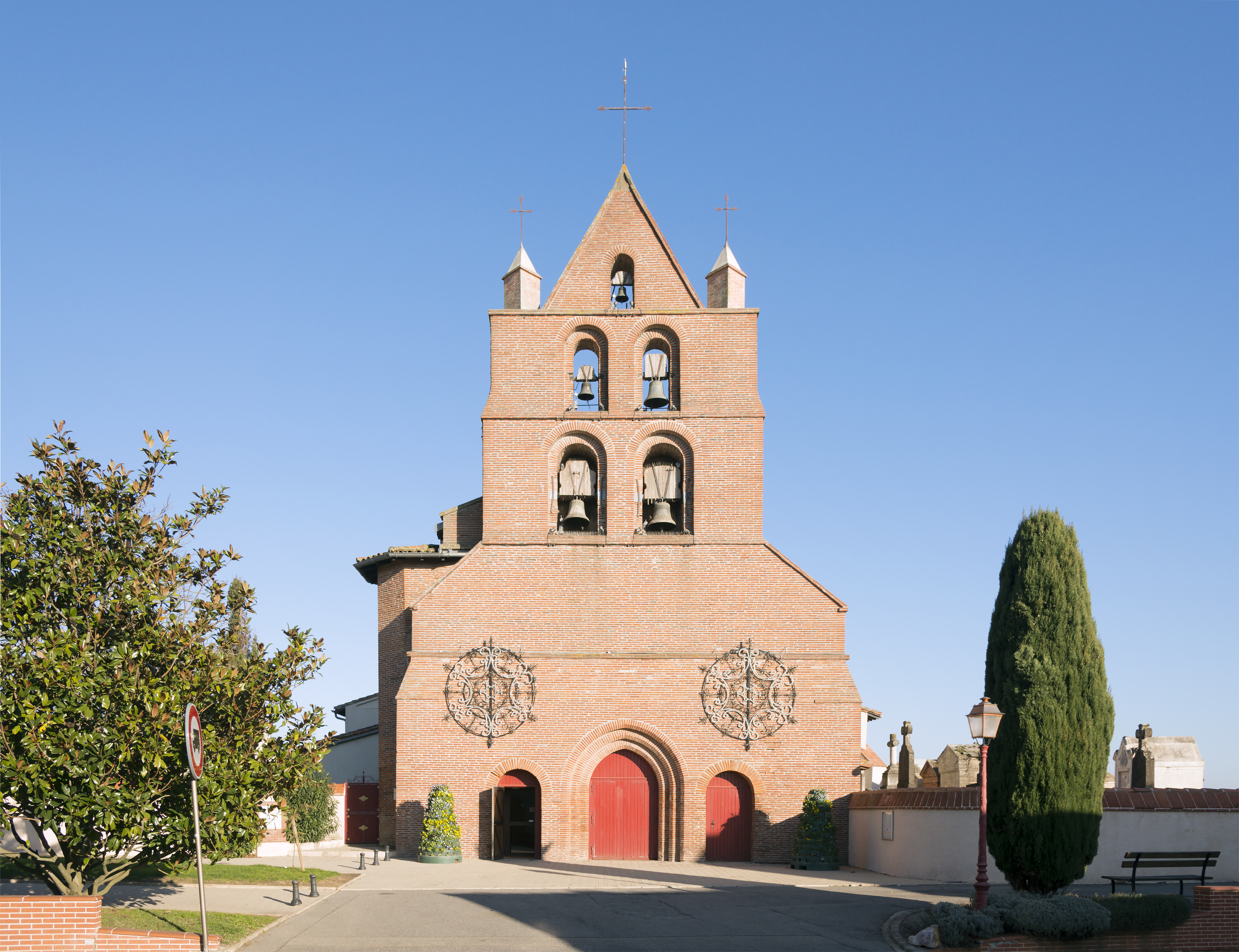
教堂
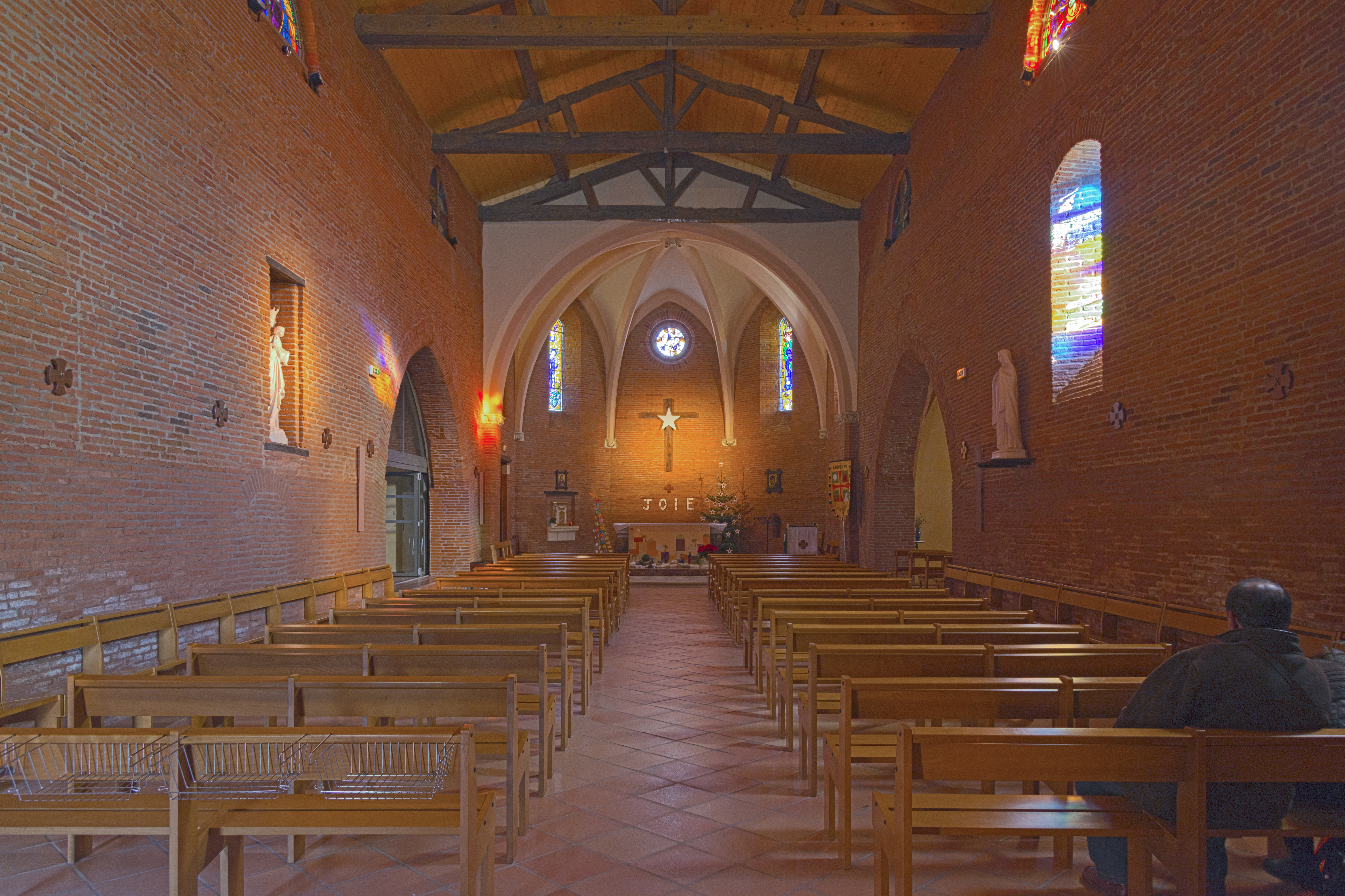
中殿
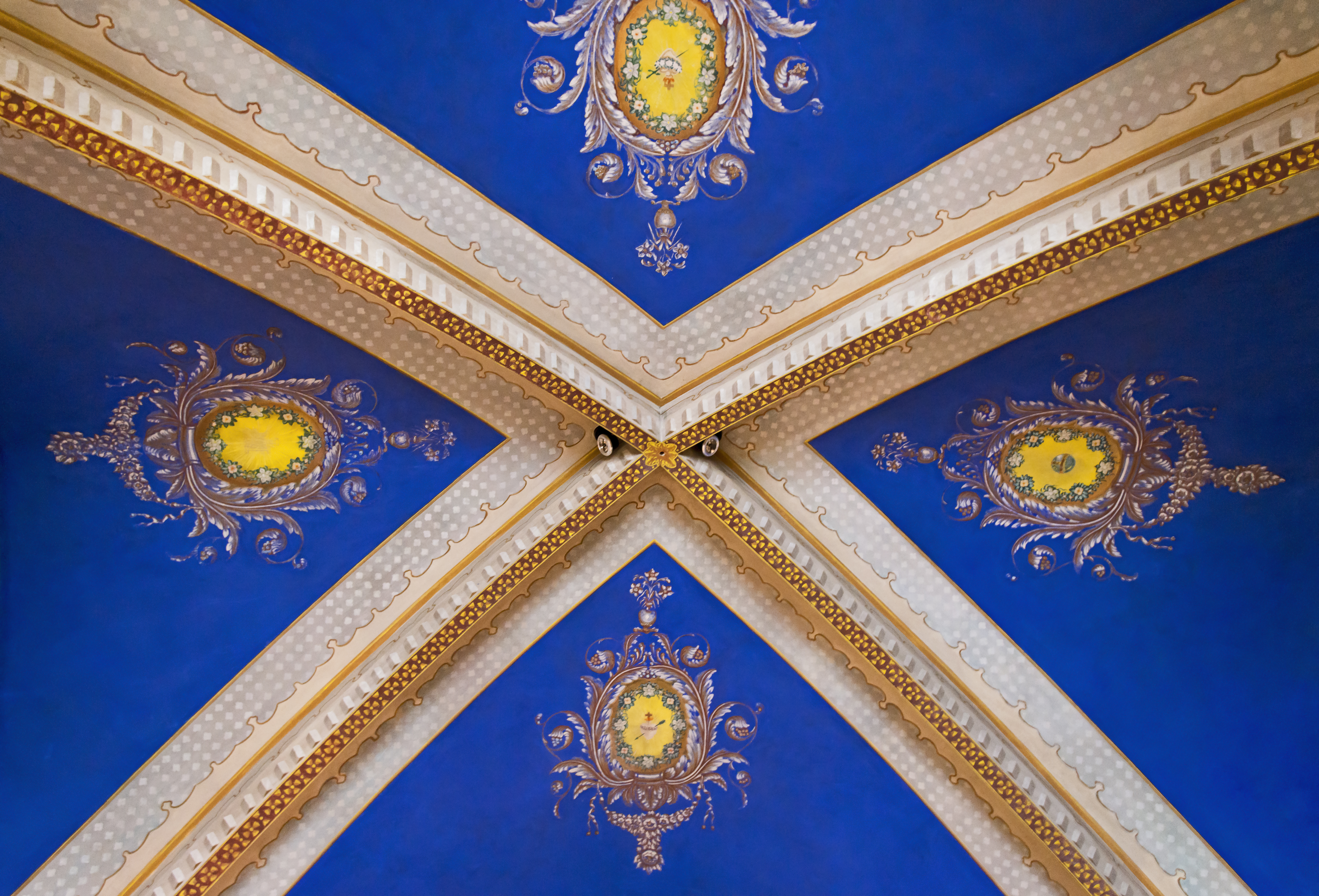
教堂的屋頂
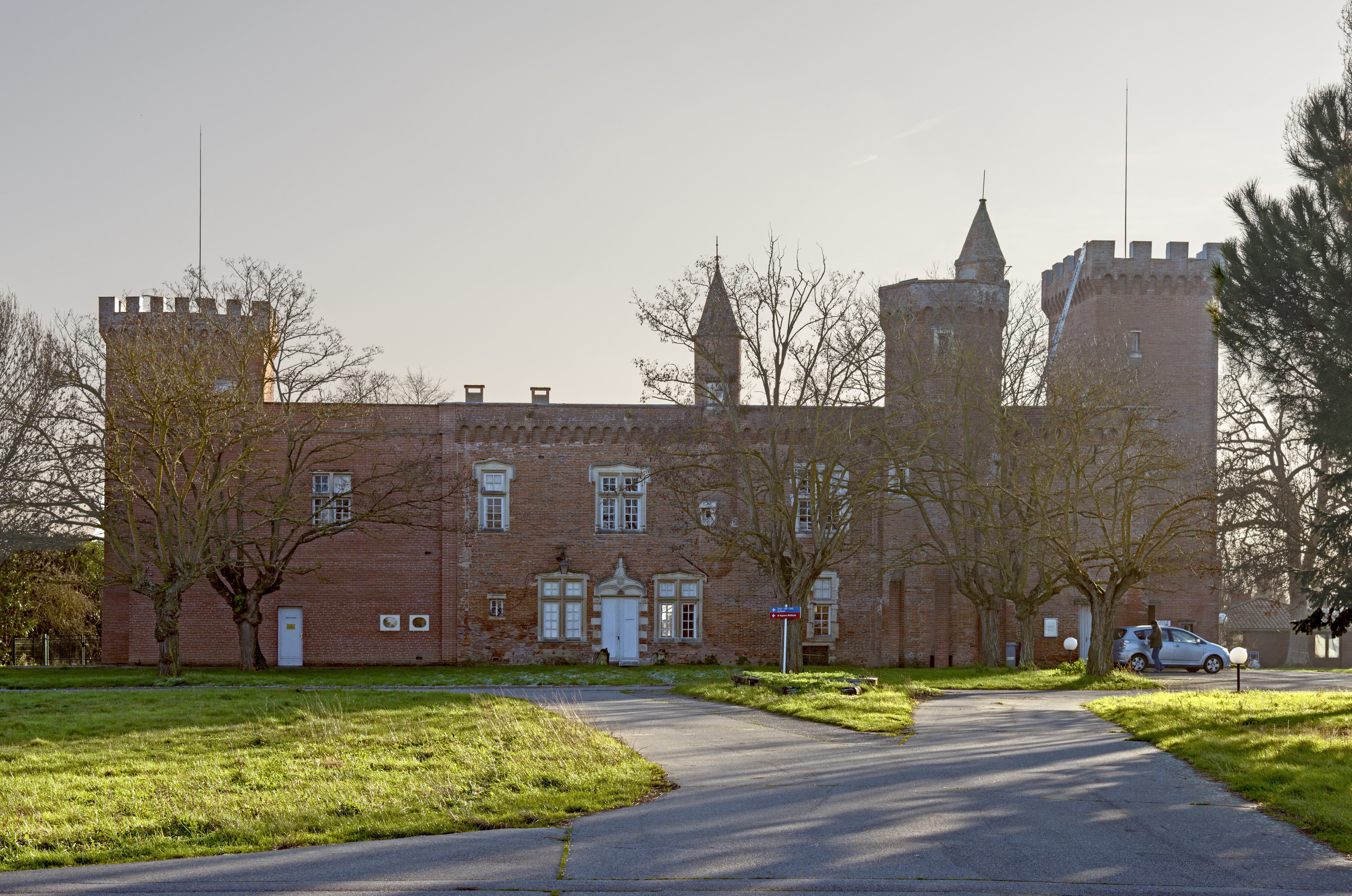
城堡
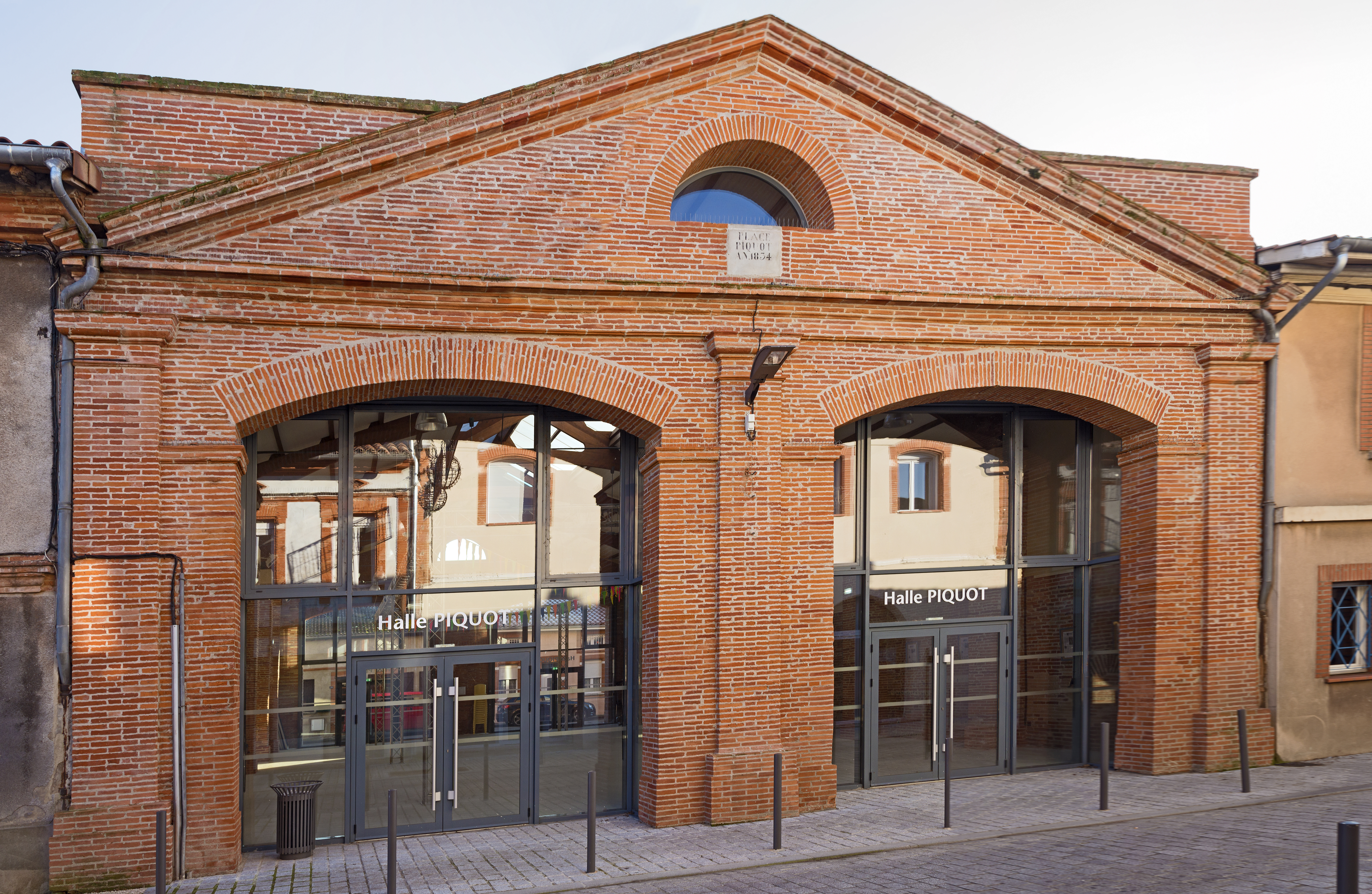
皮科大厅
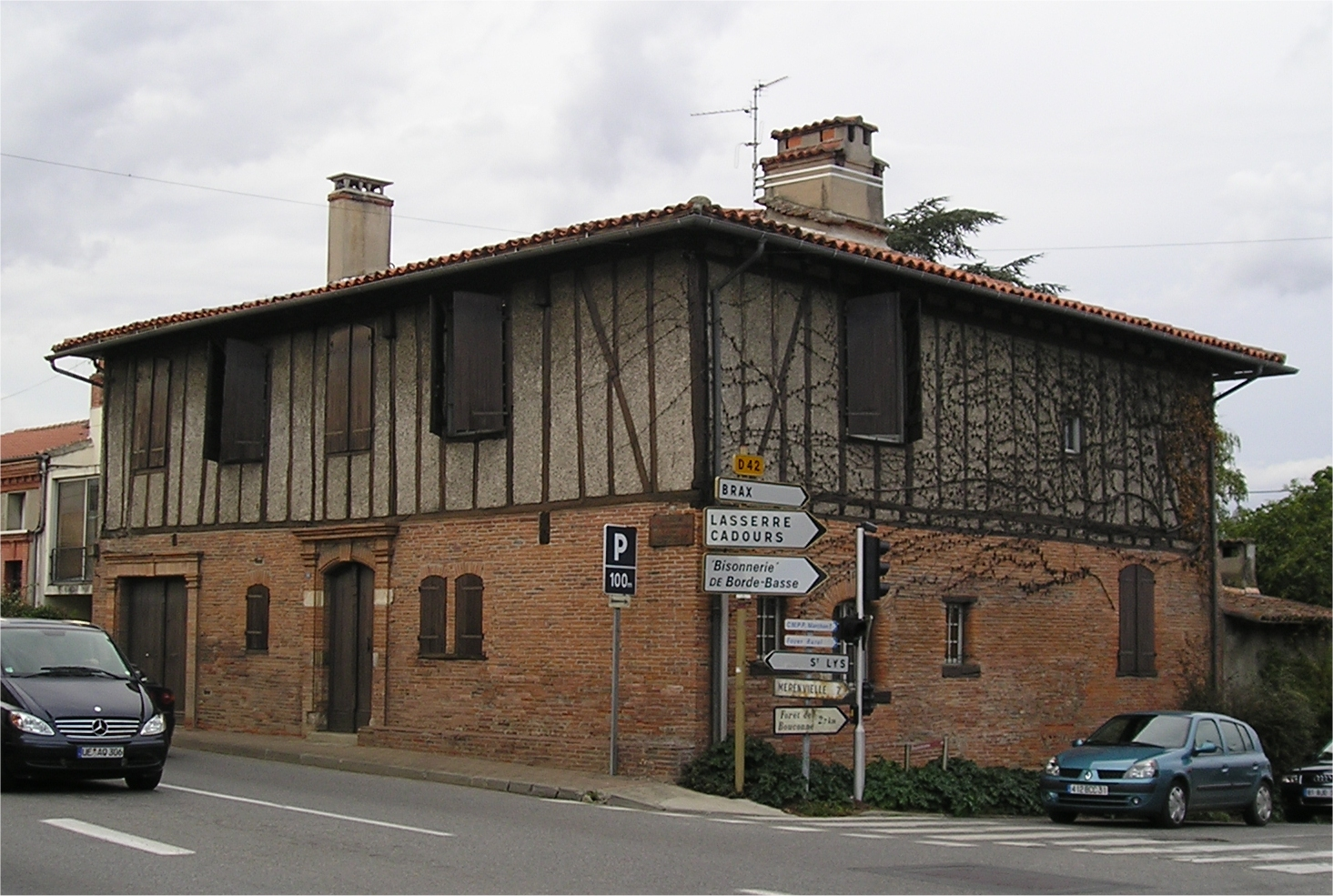
古驛站